# Тициан
Тициа́н (Тициа́но) Вече́ллио (итал. Tiziano Vecellio, 1488/1490, Пьеве-ди-Кадоре — 27 августа 1576, Венеция) — итальянский живописец, крупнейший представитель венецианской школы эпохи Высокого и Позднего Возрождения. Имя Тициана стоит в одном ряду с такими художниками Возрождения, как Леонардо да Винчи, Рафаэль и Микеланджело. Тициан писал картины на библейские и мифологические сюжеты, прославился и как портретист. Тициану не было и тридцати лет, когда его признали лучшим живописцем Венеции.
По месту рождения (Пьеве-ди-Кадоре в провинции Беллуно, Венецианская республика) художника иногда называют «Тициано да Кадоре» (итал. Tiziano dа Cadore); он известен также как Тициан Божественный (итал. Tiziano Divino).
Новатор живописи и проницательный художник, Тициан был умелым предпринимателем. Он организовал большую мастерскую по «производству картин». За свою долгую жизнь он выполнил огромное количество заказов от королей, римских пап, кардиналов, герцогов и князей. Его творческий метод называли «тонализмом» (итал. tonalismo, La pittura tonale). Это определение возникло в противопоставлении «примату рисунка» в искусстве художников тосканской школы, флорентийцев и будущих римлян в лице Леонардо да Винчи, раннего Рафаэля и Микеланджело, и на субъективном использовании тональных отношений и стихии цвета и света, заложенных основателями венецианской школы живописи. Тициан использовал «выразительную силу материального цвета и затем, войдя в полную зрелость, отказался от уравновешенной пространственности, солнечного и роскошного характера ренессансного цвета, приняв на себя динамизм маньеризма и свободу игры в хроматических вариациях, в которых передавался цвет, более пластичный, более чувствительный к воздействию света».

## Биография и творчество
Тициан родился в семье Грегорио Вечеллио, государственного и военного деятеля. Точная дата его рождения неизвестна. Когда Тициан уже был в пожилом возрасте, он указал в своём письме к Филиппу II, что родился в 1474 году, но это маловероятно. Писатели-современники, жившие во времена уже пожилого Тициана, дают данные года рождения, варьирующиеся между 1473 и 1482 годами. Большинство современных исследователей считают, что наиболее вероятной датой рождения Тициана является 1490 год. Метрополитен-музей и Исследовательский институт Гетти датируют его рождение 1488 годом.

### Молодые годы

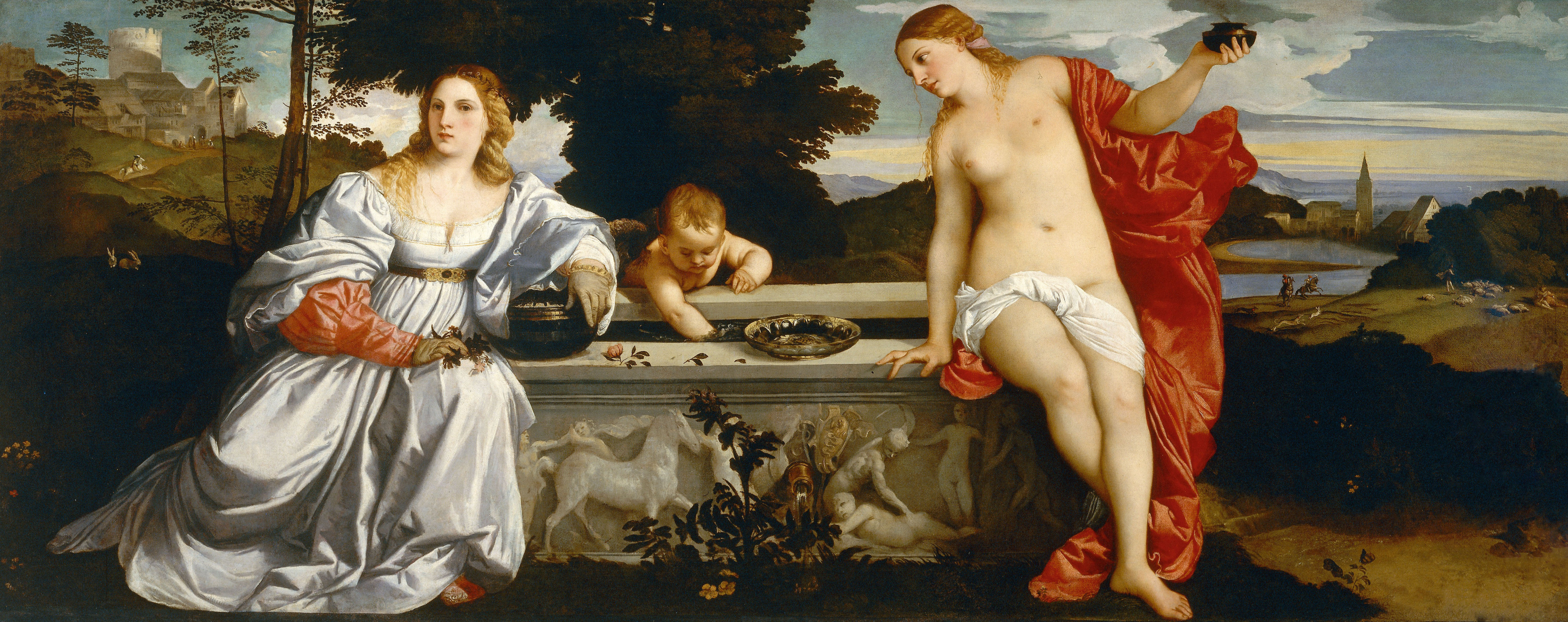
Любовь небесная и Любовь земная. 1514. Холст, масло. Галерея Боргезе, Рим

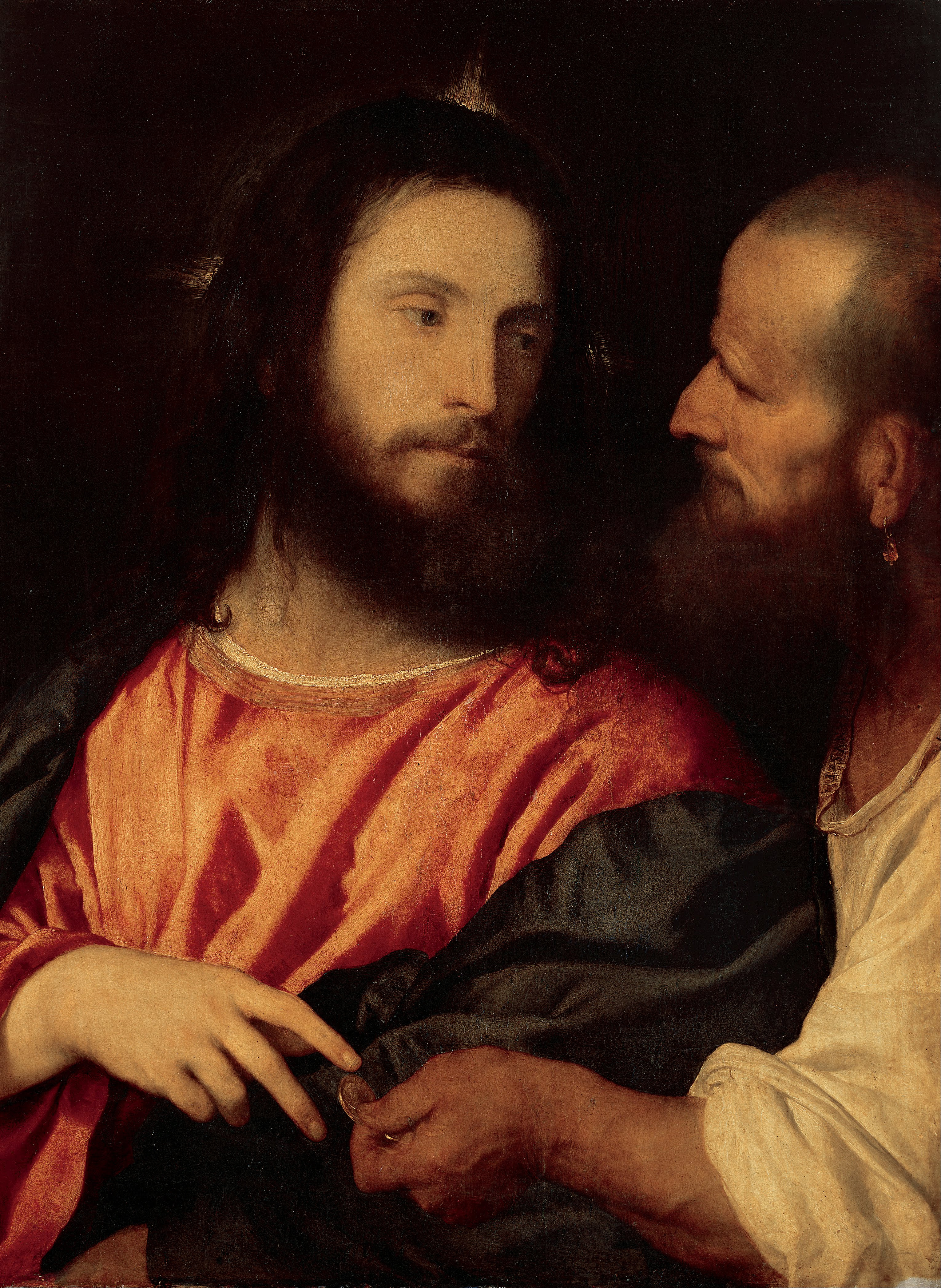
Динарий кесаря. 1516. Дерево, масло. Галерея старых мастеров, Дрезден

В возрасте десяти или двенадцати лет Тициан, рано проявивший способности к рисованию, для дальнейшего обучения живописи переехал в Венецию. Сначала его устроили учеником в мастерскую Себастьяно Цуккато, выполнявшего заказы для главной церкви города: собора Сан-Марко. Затем он перешёл в мастерскую братьев Джентиле и Джованни Беллини. В это время он познакомился со многими художниками и учениками, проживавшими в Венеции и представлявшими различные школы живописи, среди них были и такие одарённые, как Лоренцо Лотто или Себастьяно дель Пьомбо. Тесные, и даже дружеские, отношения сложились у него с Джорджоне, тоже учившимся в мастерской Беллини.
По распоряжению Сената Венецианской республики в 1508 году Тициан вместе с Джорджоне создали наружные фрески здания «Немецкого подворья»: Фондако-деи-Тедески на Большом канале — уникальный опыт для Венеции, города с влажным климатом, противопоказанным для фресковых росписей (сохранился лишь небольшой фрагмент с изображением женской фигуры).
К ранним работам Тициана относятся также «Портрет Джероламо Барбариго» (1509), впоследствии вдохновивший Рембрандта на «Автопортрет», и «Мадонна с Младенцем и святыми Антонием Падуанским и Рохом» (ок. 1511 г.). Святые Антоний и Рох, как полагали современники Тициана, защищали от чумы, свирепствовавшей в это время в Венеции и унёсшей жизнь Джорджоне в 1510 году.
Ранний стиль Тициана складывался под воздействием Джорджоне. Тициан дописывал картины, которые остались незавершёнными после смерти Джорджоне, например «Спящую Венеру» (1508—1510) или «Сельский концерт» (ок. 1509). Тициан многократно повторял композицию «лежащих Венер», но ни разу в последующем не смог достигнуть джорджониевской «кантабильности» (певучести) линий и тончайшего лирического настроения. Например, «Венера Урбинская», при всём её очaровании и совершенстве живописи, демонстрирует не «красоту Небесную» (Bellezza Coelestis), а «красоту земную» (Bellezza Vulgaris). Исчезло ощущение тайны дремлющей богини. «Благоговейное отношение к памяти умершего друга, — писал М. В. Алпатов, — не помешало ему придать своей Венере новый смысл. Вместо Венеры-нимфы, дремлющей в тени скалистого холма, перед нами — роскошная венецианка, которая лениво нежится в своей постели рядом со своей собачкой… Перед картиной Тициана можно пожалеть об утрате многих моральных и художественных достоинств Джорджоне… Пышная нагота у Тициана также закономерно сменяет девственно-целомудренную наготу Джорджоне, как цветущее лето сменяет робкую весну».
С тех пор было общепризнано, без каких-либо дополнительных обоснований, что Тициан вышел из тени Джорджоне только после смерти последнего в 1510 году.
В 1511 году Тициан уехал на несколько месяцев в Падую, где в Скуола дель Санто (помещение общины братства Святого Антония) писал фрески о чудесах святого Антония Падуанского. Тициан писал изображений Мадонн и женских портретов. «Его образы в этот период спокойны и радостны, отмечены жизненным полнокровием, яркостью чувств, печатью внутренней просветлённости. Мажорный колорит построен на созвучии глубоких, чистых красок» Наиболее известными картинами этого периода являются «Цыганская мадонна» (ок. 1511 г.), а также «Любовь небесная и Любовь земная» (1514) — картина, написанная по заказу Никколо Аурелио, члена Совета десяти, и «Женщина с зеркалом» (ок. 1515 г.). В 1516 году для Альфонсо д’Эсте он написал знаменитую картину «Динарий кесаря», в которой образ Христа достиг индивидуальной выразительности психологического портрета.

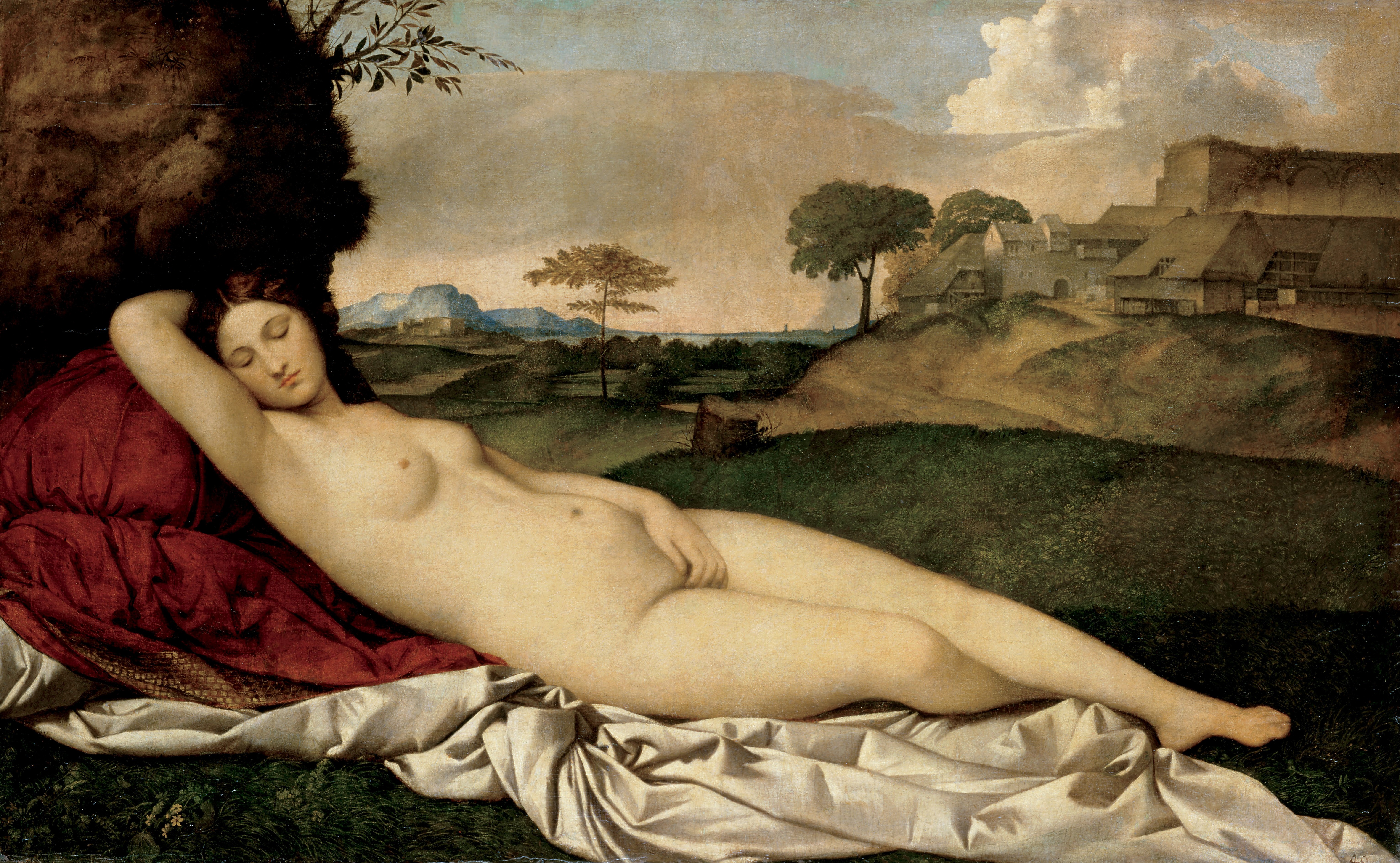
Джорджоне-Тициан. Спящая Венера. 1508—1510. Холст, масло. Галерея старых мастеров, Дрезден
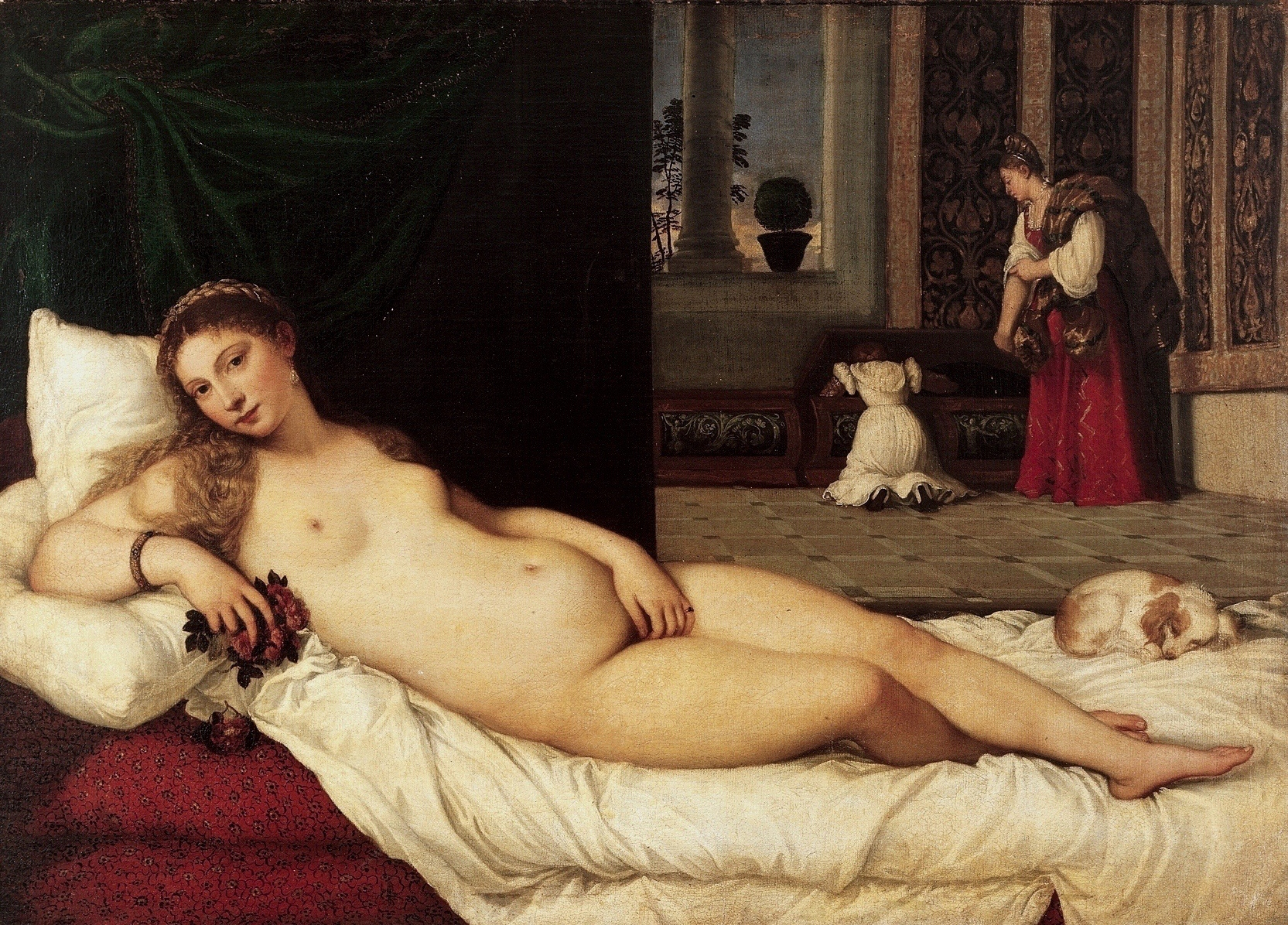
Венера Урбинская. 1538. Холст, масло. Уффици, Флоренция
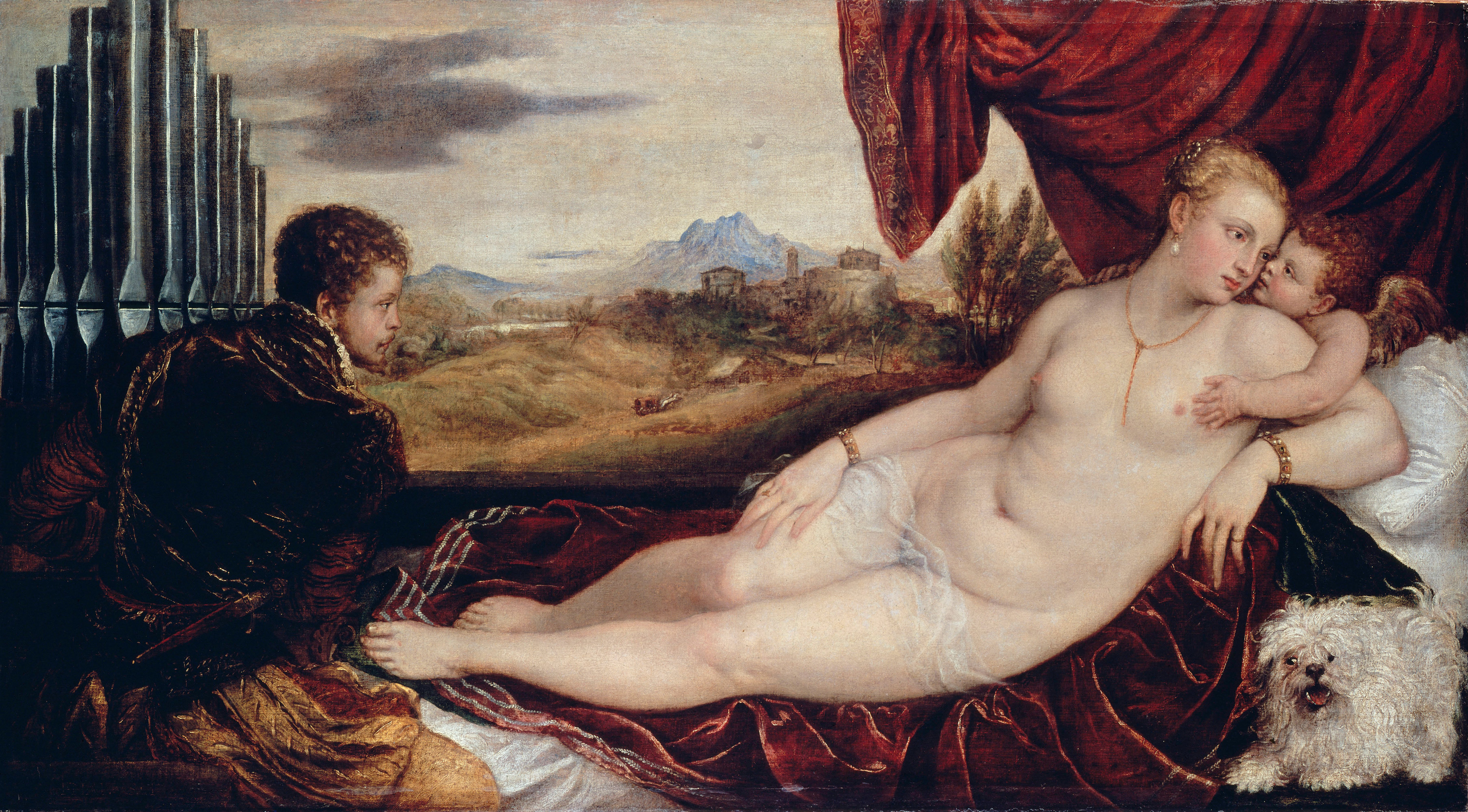
Венера и органист. Ок. 1550 г. Холст, масло. Берлинская картинная галерея
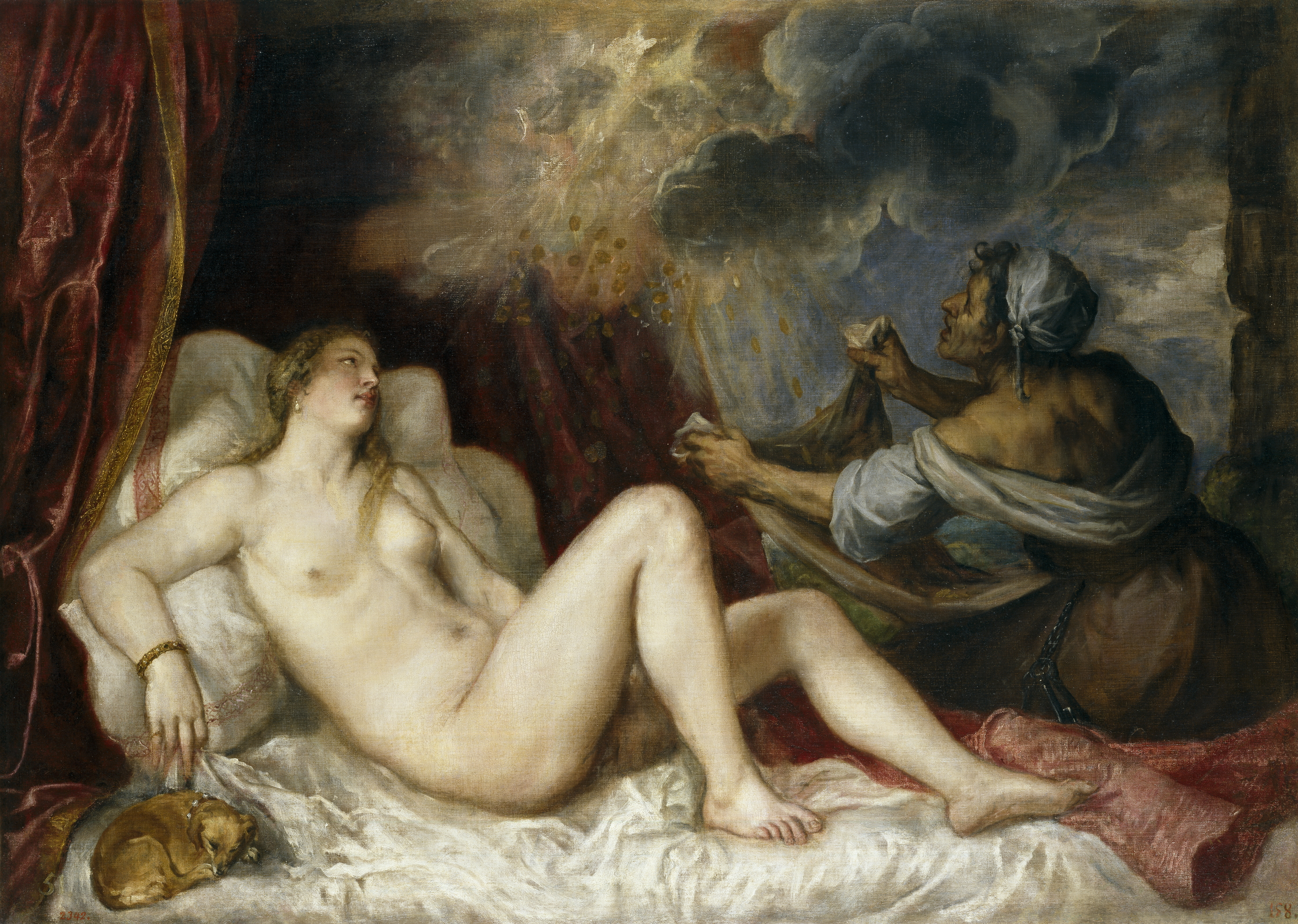
Даная. Ок. 1560 г. Холст, масло. Прадо, Мадрид

### Формирование творческого метода и индивидуального художественного стиля

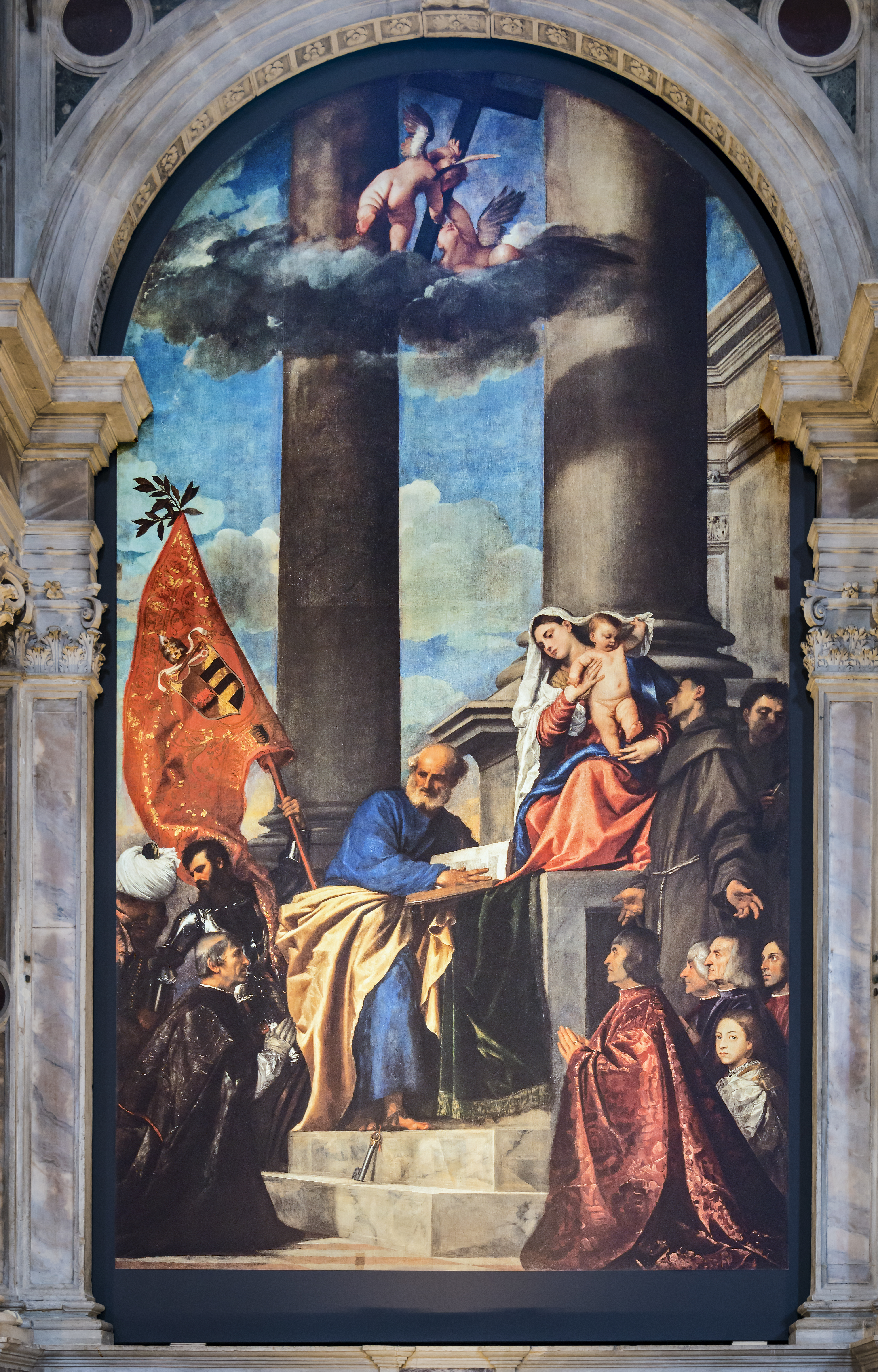
Мадонна Пезаро. 1519—1526. Церковь Санта-Мария-Глорьоза-дей-Фрари, Венеция

После смерти Джорджоне и отъезда Себастьяно дель Пьомбо в Рим, в Венеции не осталось художников, способных соревноваться с Тицианом. После кончины Джованни Беллини, «патриарха венецианской живописи» (Беллини умер 26 ноября 1516 года), Тициану был присвоен титул первого художника Венецианской республики (с ходатайством об этой должности Тициан выступил ещё в 1513 году). Это звание давало право на достойное жалование, но и обязывало писать портреты новоизбранных дожей за символическую плату. Художник сохранял эту почётную должность до самой смерти.
Внимательно изучая работы Рафаэля и Микеланджело, Тициан постепенно вырабатывал стиль. «В этот период художник отдавал предпочтение монументальным композициям, исполненным пафоса и динамики. Он создавал образы, проникнутые яркими жизненными силами, строил композиции картин по диагонали, пронизывая их стремительным движением, пользовался интенсивными контрастами синих и красных цветовых пятен». В этот период художник создал выдающиеся произведения на религиозные и мифологические темы:
- «Вознесение Мадонны, или Ассунта» в церкви Санта-Мария-Глорьоза-дей-Фрари в Венеции. 1516—1518;
- «Мадонна с Младенцем со святыми Франциском, Людовиком Тулузским и донатором Луиджи Гоцци» в Анконе. 1520;
- «Вакх и Ариадна». 1520—1523. Национальная галерея, Лондон;
- «Андреане». 1523—1524.

Б. Р. Виппер точно отметил, что в этих работах Тициана «явственно проступало своеобразие его творческого метода, черты нового понимания действительности… Эти признаки преодоления „джорджонизма“, эти новые черты художественного восприятия и творческого метода сказываются в произведениях Тициана, выполненных вскоре после 1515 года», а в 1520-х годах «совершается важный перелом и в портретном искусстве Тициана… Портреты Тициана окончательно освобождаются от навеянного Джорджоне налёта мечтательности и неопределённости, который сохранился ещё в „Юноше с перчаткой“, и приобретают гораздо большую остроту конкретной индивидуальной характеристики».
Алтарный образ «Мадонна Пезаро» в церкви Санта-Мария-Глорьоза-дей-Фрари в Венеции (1526) демонстрирует оригинальность композиции, колористическое мастерство Тициана и ряд замечательных портретов, включённых в композицию картины.

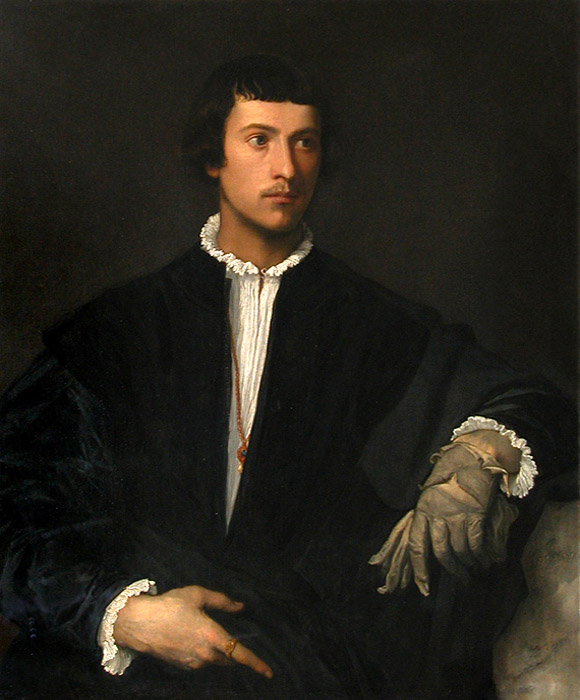
Юноша с перчаткой. Ок. 1523 г. Холст, масло. Лувр, Париж

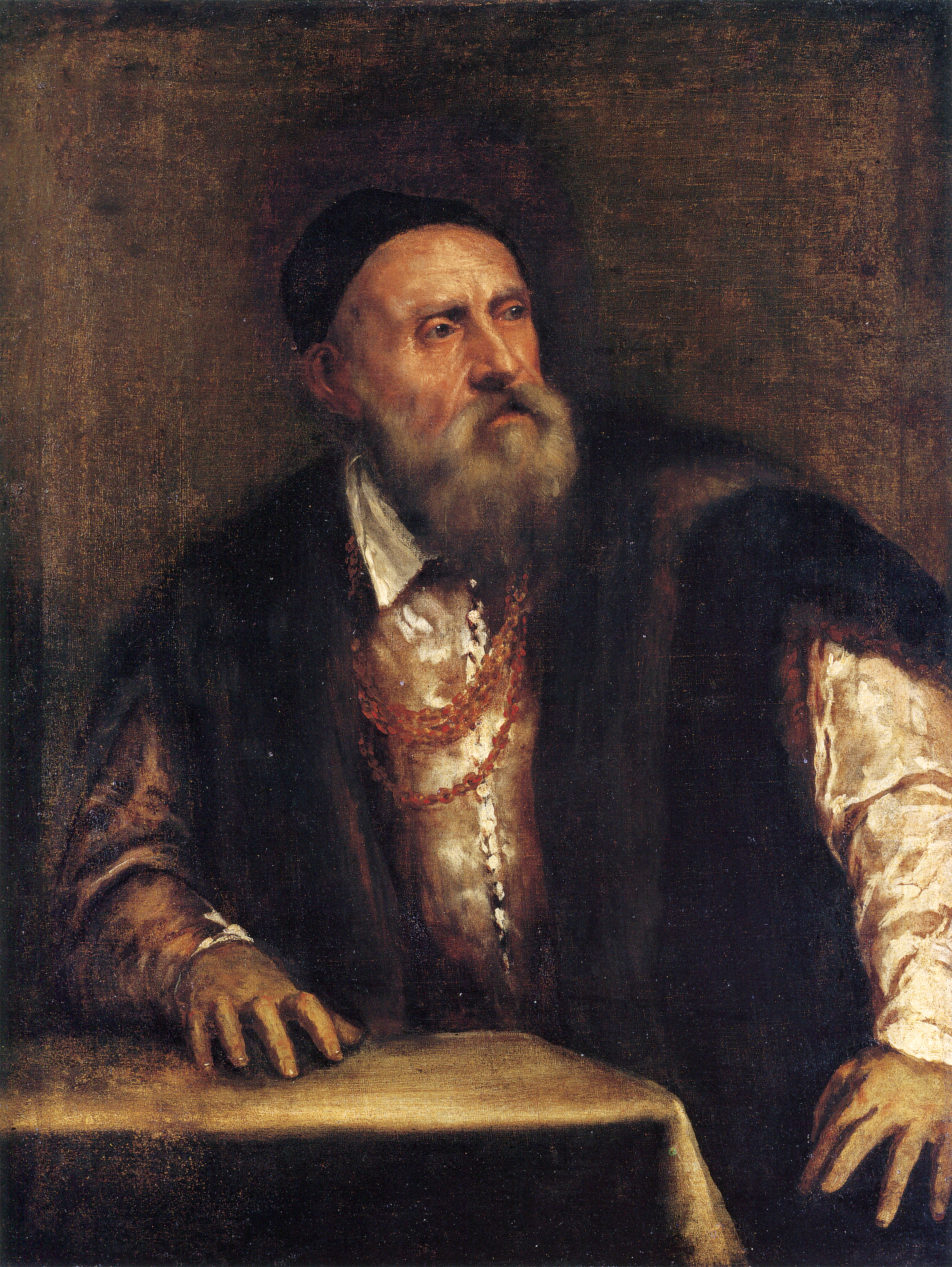
Автопортрет. 1550. Холст, масло. Берлинская картинная галерея

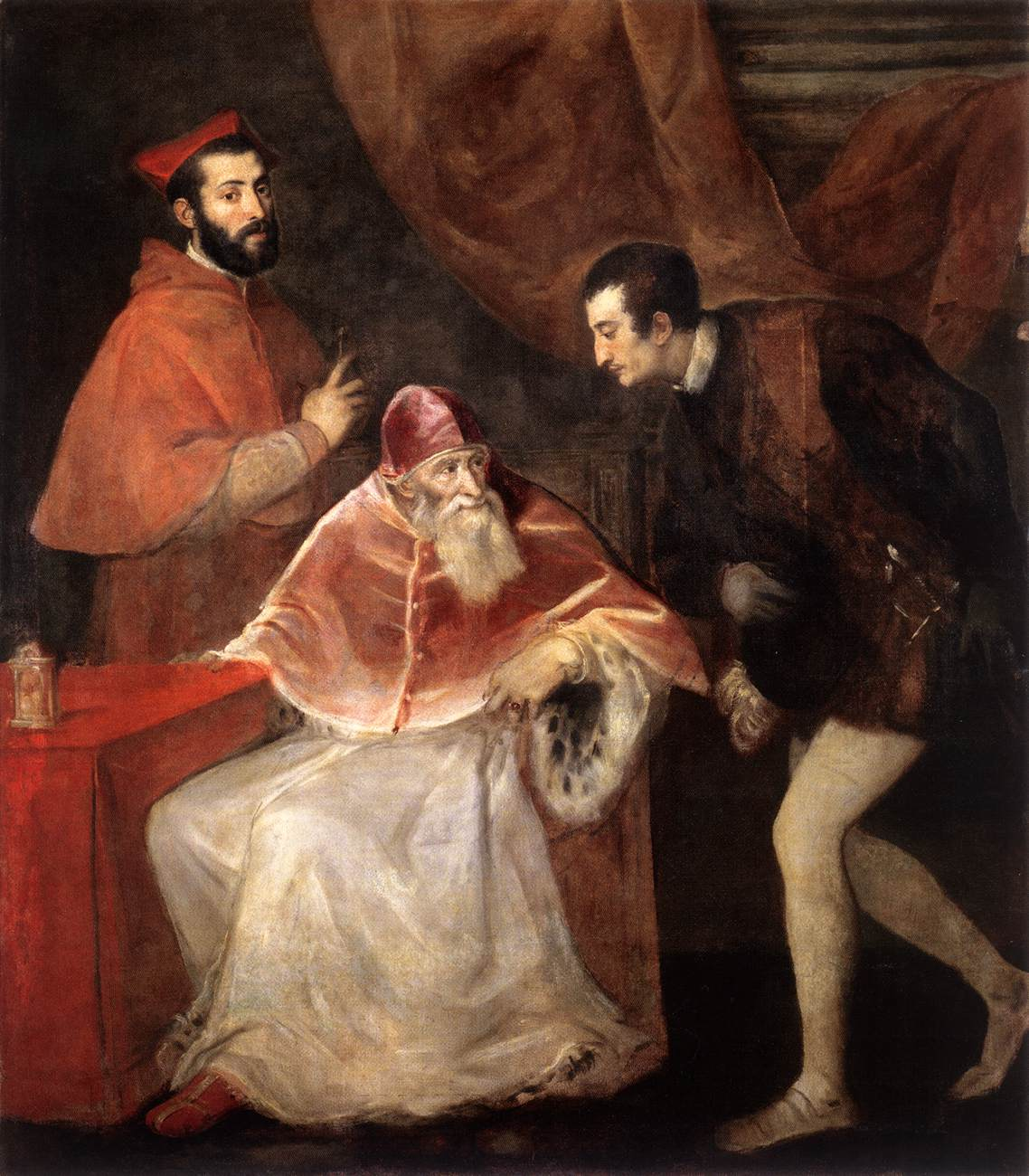
Портрет папы Павла III с племянниками Алессандро и Оттавио Фарнезе. 1546. Холст, масло. Музей Каподимонте, Неаполь

Наиболее характерное свойство зрелого творческого метода и манеры Тициана, по мнению его биографа Марко Боскини и многих других — «всепроникающая живописность». В 1674 году Боскини опубликовал книгу «Богатые рудники венецианской живописи» (Le ricche miniere della pittura veneziana), в которой со слов Я. Пальмы Младшего, ученика и помощника Тициана, подробно описал способ работы мастера:

 Тициан покрывал свои холсты красочной массой, как бы служившей ложем или фундаментом для того, что он хотел в дальнейшем выразить. Я сам видел такие энергично сделанные подмалёвки, исполненные густо насыщенной кистью, в чистом красном тоне, который призван был наметить полутон, либо белилами. Той же кистью, окуная её то в красную, то в чёрную, то в жёлтую краску, он вырабатывал рельеф освещённых частей. С этим же великим умением, при помощи всего лишь четырёх мазков, вызывал он из небытия обещание прекрасной фигуры. Подобного рода наброски настолько пленяли наиболее строгих ценителей, что многие стремились их приобрести, желая проникнуть в тайны живописи. Заложив эти драгоценные основы, он поворачивал свои картины лицом к стене и порой оставлял их в таком положении месяцами, не удостоив их даже взглядом; когда он брал их снова в работу, он разглядывал их с суровым вниманием, точно это были его злейшие враги, дабы увидеть в них какие-либо недостатки. И по мере того, как он открывал черты, не соответствовавшие его тонкому замыслу, он принимался действовать, подобно доброму хирургу, без всякой жалости удаляющему опухoли, вырезающему мясо, вправляющему руки и ноги. Работая таким образом, он корректировал фигуры, доводя их до той высшей гармонии, которая способна была выразить красоту природы и искусства. Чтобы дать возможность высохнуть картине, он быстро переходил к следующей, производя над ней аналогичную операцию. Выбрав надлежащий момент, он покрывал затем эти остовы, представлявшие своеобразный экстракт из всего наиболее существенного, живым телом, дорабатывая его посредством ряда повторных мазков до такого состояния, что ему, казалось, недоставало только дыхания. Никогда он не писал фигур alla prima, имея обыкновение утверждать, что импровизатор не может сочинить ни умного, ни правильно сложенного стиха. Последние ретуши он наводил ударчиками пальцев, сглаживая переходы от ярчайших бликов к полутонам и втирая один тон в другой. Иногда тем же пальцем он наносил густую тень в какой-либо угол, чтобы усилить это место, либо же лессировал красным тоном, точно каплями крови, в целях оживления живописной поверхности. Именно так доводил он до полного совершенства свои фигуры… и к концу он поистине писал более пальцами, нежели кистью 

### Зрелый период жизни и творчества

Конный портрет императора Карла V. 1548. Холст, масло. Прадо, Мадрид

В 1525 году Тициан женился на Чечилии Сольдано, к тому времени матери двух его сыновей, однако в 1530 году она скончалась во время родов второй дочери Тициана, Лавинии.
Тициан в качестве придворного живописца пользовался покровительством Федерико Гонзага, герцога Мантуи. Благодаря ему в 1529 году, в Парме, Тициан получил аудиенцию главы Священной Римской империи, императора Карла V, также пообещавшего ему своё покровительство. Во время их второй встречи, произошедшей в Болонье в 1533 году, император возвёл Тициана в графское достоинство с титулом графа Палатинского и рыцаря Золотой шпоры.
В зрелый период творчества Тициан разработал оригинальную манеру и технику живописи. Знаток техники живописи Д. И. Киплик посвятил отдельный раздел своей знаменитой книги сравнительному анализу живописной манеры и техники Джорджоне и Тициана. Он отмечал, что оба мастера являются создателями новой «итальянской манеры импасто» (итал. impasto — плотная смесь, мешанина), приёмов письма плотными, кроющими мазками в отличие от традиционных лессировок: так называемой «фламандской манеры»:

 Первые свои произведения Джорджоне писал по белому грунту и… пользовался всего четырьмя красками, давшими при его системе живописи изумительные красочные нюансы. Тициан первое время писал в манере Джорджоне, но затем всё более и более отступал от приёмов фламандцев. В течение своей долгой жизни он изменял манеру живописи несколько раз. Начав пользоваться белым грунтом, Тициан покрывал его впоследствии прозрачным красным тоном, придающим живописи приятную теплоту… На тёмных нейтрального цвета грунтах работал подолгу гризайлью, и притом пастозно… Живопись тела была для него любимой художественной задачей, техническое решение которой он нашёл самостоятельно… Поверх серой гризайли он выписывал тело лишь тремя красками: белой, чёрной и красной (по мнению Рейнольдса, в тенях к чёрной краске Тициан примешивал иногда ультрамарин, в светлых же полутонах — пурпуровую краску, недостающие тона добавлял лессировкой). «Кто хочет сделаться живописцем, — говорил Тициан, — не должен знать больше как три краски: белую, чёрную и красную, и пользоваться ими со знанием»… В лессировках, которые он наносил большим пальцем и ладонью руки, а также в переделках написанного, он был неутомим. Тридцать — сорок лессировок, смотря по надобности, у него считалось обычным ходом дела… Яркость и чистота цвета красок уже не удовлетворяли его. Он первый открыл, что красота живописи не заключается только в чистоте цвета красок, но в их гармонии. «Загрязни тона своих красок», — говорил он часто своим ученикам.
В 1534 году скончался отец Тициана. Конец 1530-х—1540-е гг. — время расцвета портретного искусства Тициана. С тонким психологизмом художник изображал своих современников, запечатлевая самые разные, порой противоречивые черты их характеров: уверенность в себе, гордость и достоинство, подозрительность, лицемерие. Наряду с одиночными он создавал групповые портреты, подчас вскрывая сложные взаимоотношения портретируемых или драматизм жизненной ситуации. Тициан находил для каждого портрета наилучшее композиционное решение, выбирал характерные для модели позу, выражение лица, движение, жест. В каждой картине Тициан находил оригинальное колористическое решение. Этот развитый хроматизм Тициан в немалой степени определяет глубочайший психологизм и эмоциональность тициановских портретов. Колористический строй произведения художник выбирал с таким расчётом, чтобы эмоциональное звучание цвета отвечало главным чертам характера человека. К лучшим портретам этого периода относятся:
- «Портрет Федерико Гонзага» (1529),
- «Портрет Карла V с собакой» (1533),
- «Портрет графа Антонио ди Порчиа» (1535),
- «Портрет архитектора Джулио Романо» (около 1536),
- «Красавица» (1536—1537),
- «Кларисса Строцци» (около 1542),
- «Рануччио Фарнезе» (1542),
- «Портрет Пьетро Аретино» (1545).

М. Боскини считал, что искусству венецианцев и, прежде всего, Тициану, присуща особая манера корпусной живописи, которую он назвал «живописью пятном» (итал. pittura di macchia). Ранее это выражение использовал Вазари, но в ином смысле.
К мастерству живописных приёмов Тициана следует добавить его любовь, как у всех венецианцев, к изображению дорогих заморских тканей, парчи, бархата, жемчуга, мехов, зеркал, восточных ковров, знаменитого венецианского стекла.
В зрелый период творчества Тициан писал картины на евангельские сюжеты: «Введение Марии во храм» (1534—1538), «Благовещение» и «Ужин в Эммаусе» (середина 1530-х годов).
Он создал целую галерею замечательных женских образов в самых разных темах и жанрах на основе венецианского идеала красоты: пышнотелых белокурых или рыжеватых венецианок, блистающих по контрасту с шелками, жемчугами, зеркалами и бархатом: «Кающаяся Мария Магдалина» (ок.1565 г.), «Женщина в мехах» (ок. 1535 г.), «Венера перед зеркалом» (ок. 1555 г.).

Женщина перед зеркалом. Ок. 1515. Холст, масло. Лувр, Париж
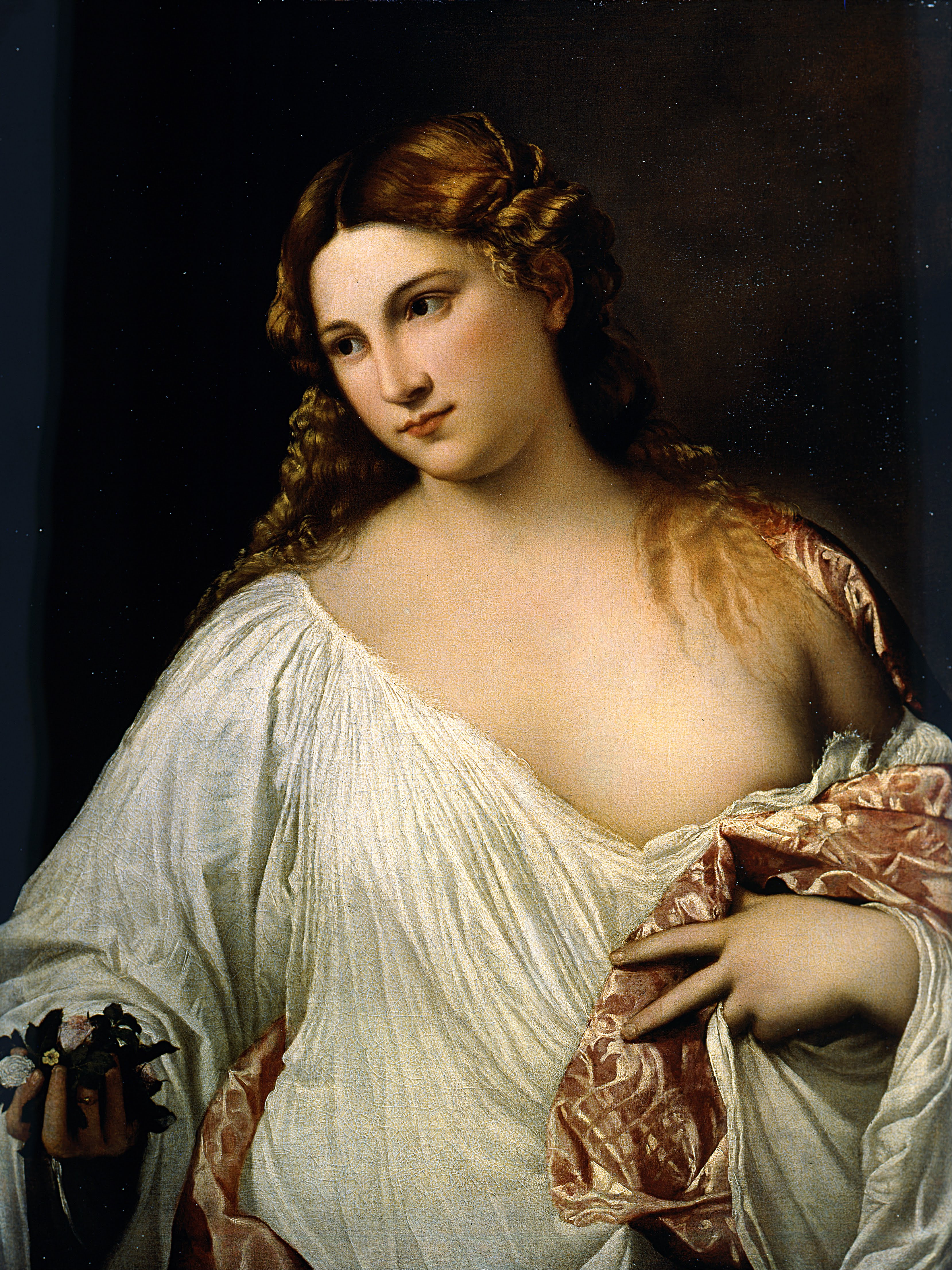
Флора. Ок. 1516 г. Холст, масло. Уффици, Флоренция
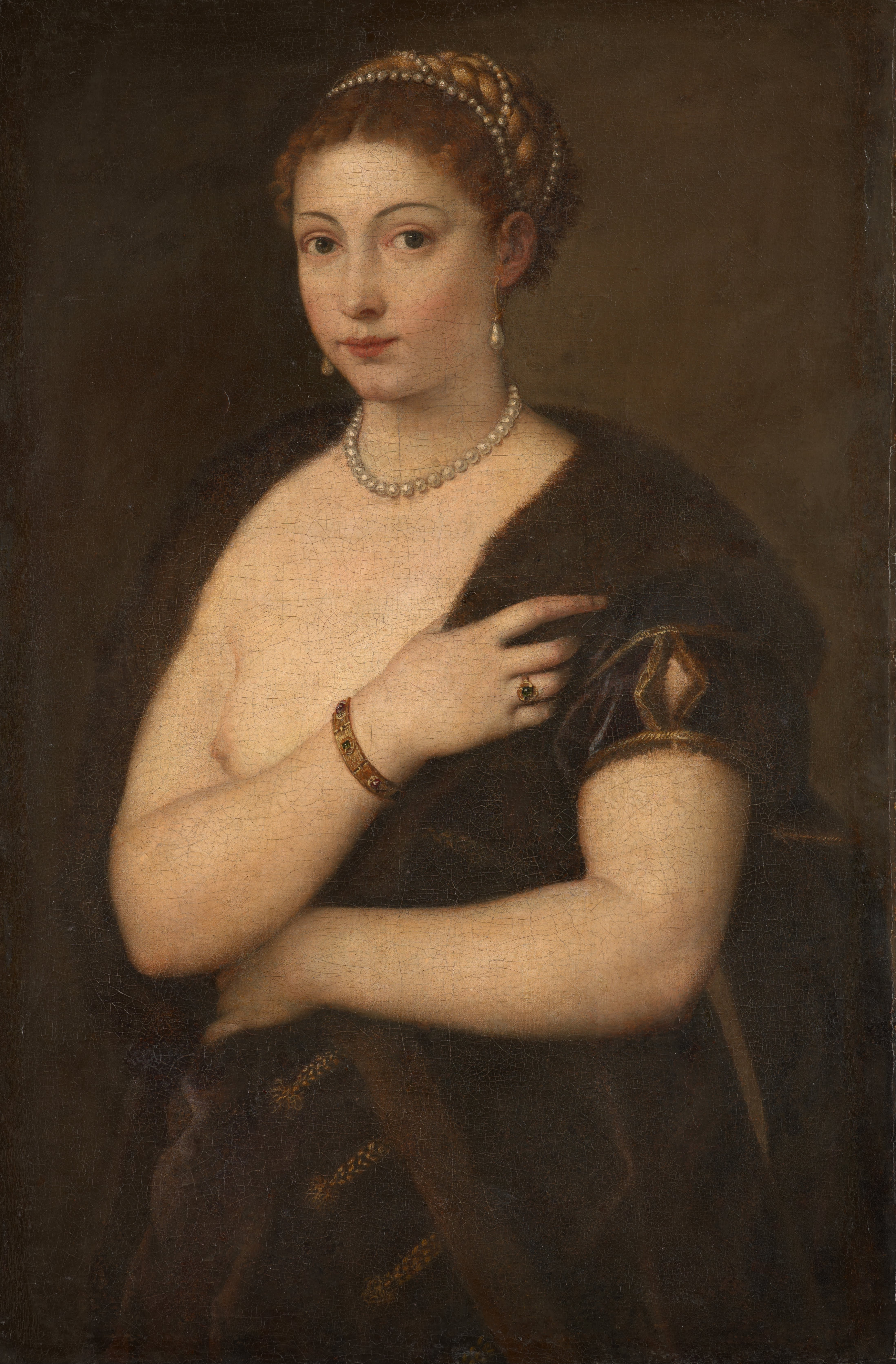
Женщина в мехах. Ок. 1535 г. Холст, масло. Музей истории искусств, Вена
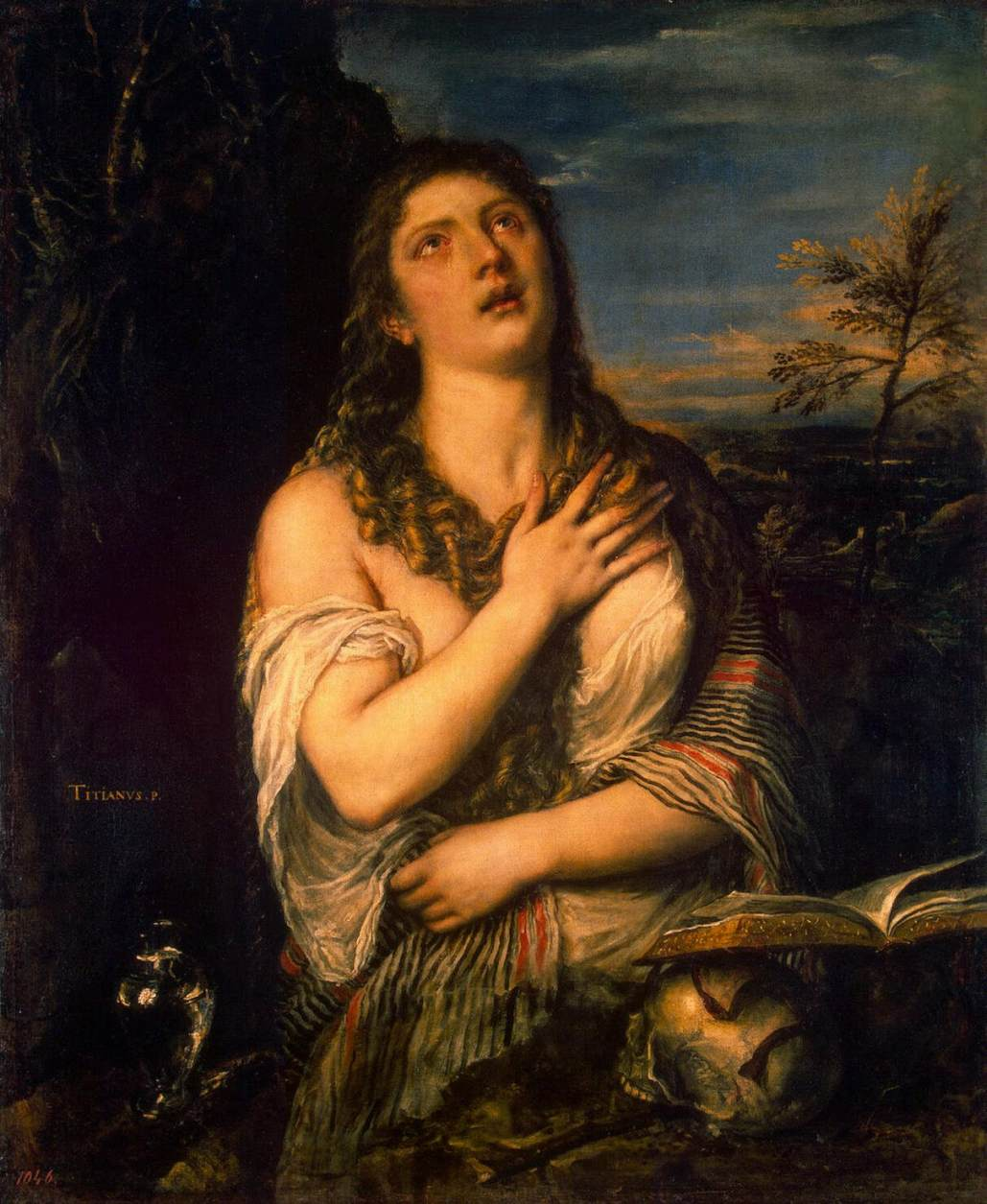
Кающаяся Мария Магдалина. Ок. 1565 г. Холст, масло. Государственный Эрмитаж, Санкт-Петербург
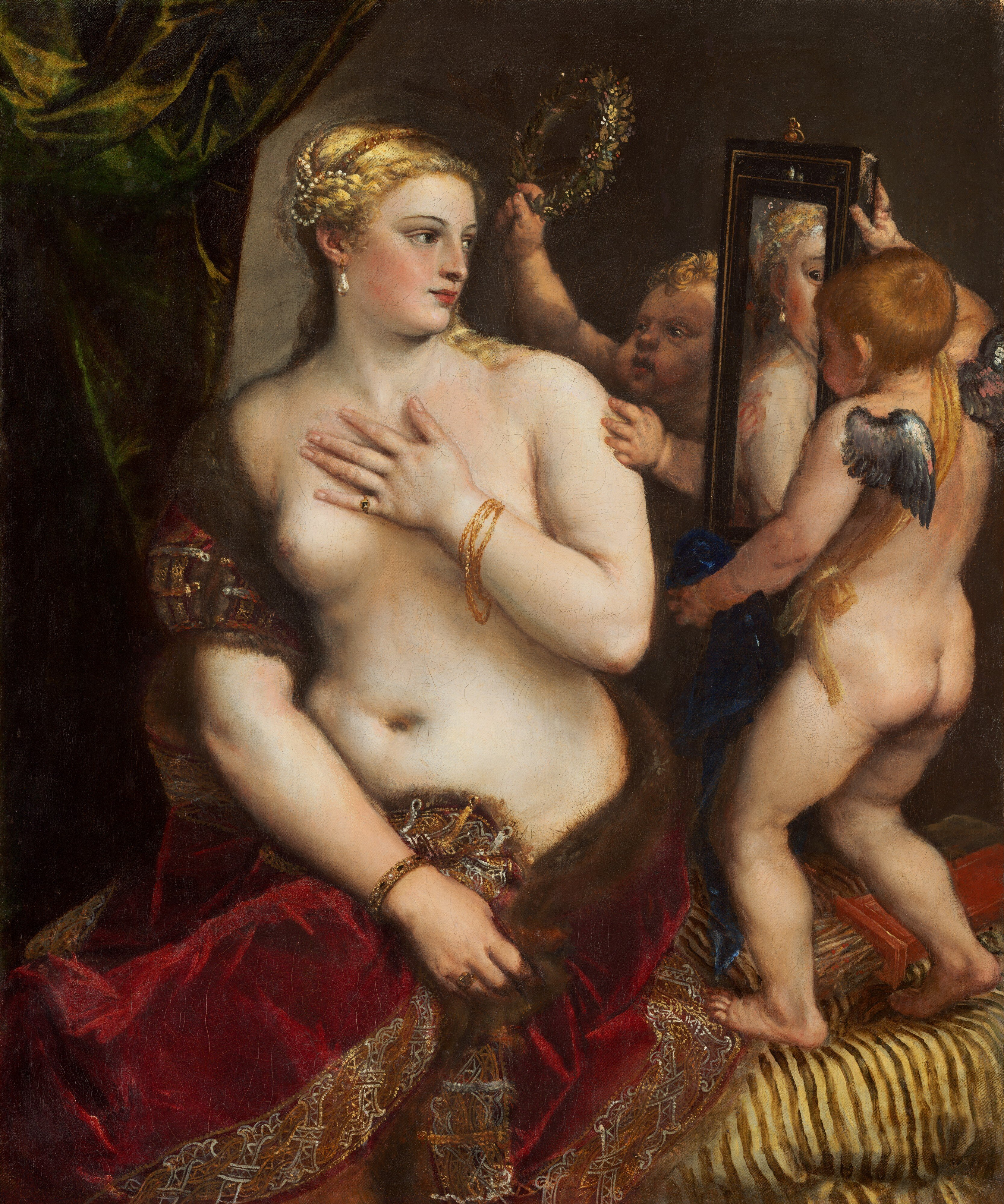
Венера перед зеркалом. Ок. 1555 г. Холст, масло. Национальная галерея искусства, Вашингтон

Картина «Венера перед зеркалом» («Туалет Венеры») — одна из лучших в творчестве Тициана. Сам художник не хотел с ней расставаться. В 1850 году картина из венецианской коллекции Барбариго была приобретена императором Николаем I для Картинной галереи Императорского Эрмитажа за 525 тысяч франков. А. Н. Бенуа считал картину «драгоценным перлом Эрмитажа», В. И. Суриков — наилучшим произведением Тициана. В 1931 году «Венера перед зеркалом» среди других шедевров эрмитажной коллекции была продана советским правительством американскому коллекционеру Эндрю Меллону, который в то время был министром финансов США. Ныне картина экспонируется в Национальной галерее в Вашингтоне.

### Поздний период
Творчество Тициана относится к эпохе Возрождения, но вторую половину жизни ему пришлось работать в иной, постренессансный период, характеризующийся идеологией и эстетикой маньеризма. Поэтому в индивидуальном стиле Тициана прослеживается переход от идеалов статичной гармонии к динамике «живописи пятна» (итал. pittura di macchia), эффектам светотени, предвосхищавших открытия стиля барокко. Поздняя живописная манера Тициана часто озадачивает: форма кажется «рыхлой», рисунок — неясным с расплывчатыми контурами, пространство уплощается. Словно ощущая эволюцию искусства живописи стареющий художник боялся опоздать и стремился к открытию новых живописных приёмов.
В 1545—1546 годах Тициан совершил триумфальную поездку в Рим. В Вечном городе он писал портреты папы Павла III, встречается с Микеланджело. Его авторитет как главы венецианской школы живописи казался неколебимым, однако по возвращении в Венецию он обнаружил, что самые выгодные заказы уходят к другим, молодым художникам. Главная причина заключалась в «глубоком переломе, происходившем в те годы в общественной и художественной жизни Венеции и заметно отразившемся и в творчестве самого Тициана». Искусство Тициана 1540-х годов «становится глубже и сложнее, но вместе с тем лишается того непреодолимого, целеустремлённого порыва, того радостного жизнеутверждения, которые присущи его творчеству в предшествующие десятилетия… Взлёты ренессансной героики перемежаются моментами рефлексии и трагического разочарования».
В 1548 году художник направился в Германию по приглашению императора Карла V, где пользовался почётом и уважением. Известна легенда о том, что, когда однажды Тициан уронил кисть, император Карл V поднял её и сказал: «Услужить Тициану почётно даже императору».
В эти годы Тициан создал многие известные картины: «Возложение тернового венца» (1542—1543), «Се человек» (1543), несколько вариантов «Данаи». К этому периоду относится и самый знаменитый автопортрет, на котором художник изобразил себя с кистью в руке. Однако, по замечанию Б. Р. Виппера, «всё говорит о какой-то напряжённости художественного замысла, о потере творческой уверенности… неясности композиции и цветового решения». Существует даже весьма поверхностное суждение, что в старости Тициану изменяло зрение, а рука уже плохо держала кисть. На самом деле причины столь явных изменений живописного метода более глубокие.
Одной из последних картин Тициана является «Святой Себастьян» (1570—1572) в собрании Санкт-Петербургского Эрмитажа. В своём знаменитом «Путеводителе по картинной галерее Императорского Эрмитажа» (1910) А. Н. Бенуа отметил, что «Тициана иногда называют предшественником Рембрандта» и (довольно смелое заявление): «В равной степени предтечей импрессионизма XIX века», чтобы понять, как писал Бенуа, «этот кажущийся парадокс» он предлагал сравнить три картины Тициана в Эрмитаже, относящихся к последним годам его жизни. Далее Бенуа, как всегда парадоксально, писал:

 Здесь живопись в том смысле, как она понималась во всей остальной истории искусства исчезла и заменена чем-то другим. Вернее, здесь живопись только и стала живописью, чем-то самодовлеющим. Исчезли грани рисунка, исчез деспотизм композиции, исчезли даже краски, их переливы и игра. Один цвет — чёрный — создаёт весь красочный эффект на «Св. Себастьяне», немного красок также на картинах «Се человек» и «Несение креста». Но это отнюдь не свидетельствует об упадке сил старца Тициана, а скорее о высшей точке его развития как живописца… Чёрная краска у «Тициана старца» не скучная безжизненная темнота «болонцев», а какой-то первичный элемент, какое-то волшебное творческое средство. Если бы Леонардо мог увидеть такие результаты, он понял бы, что своё sfumato, свою дымку он искал не на верном пути"

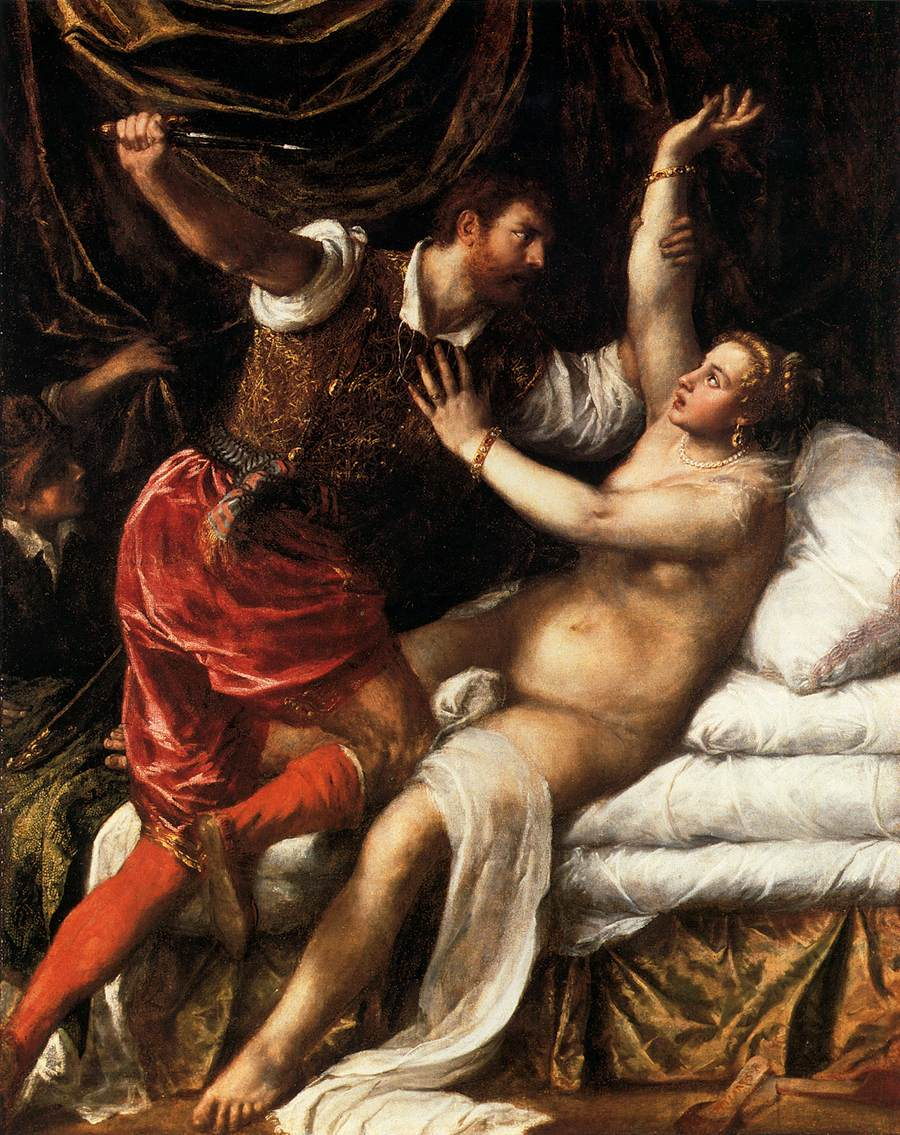
Тарквиний и Лукреция. 1568—1571. Холст, масло. Музей Фицуильяма, Кембридж
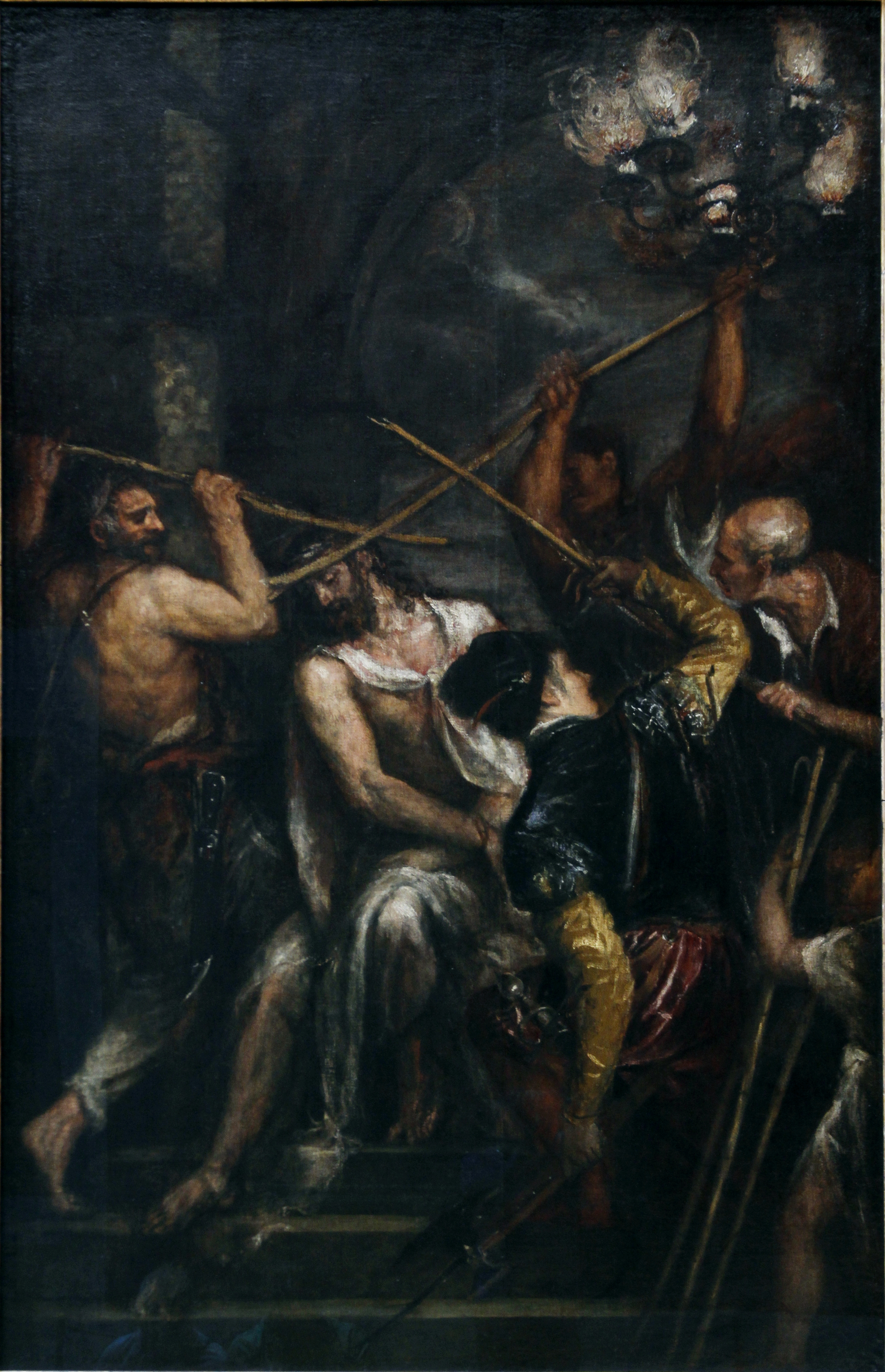
Коронование терновым венцом. 1576. Холст, масло. Старая Пинакотека, Мюнхен
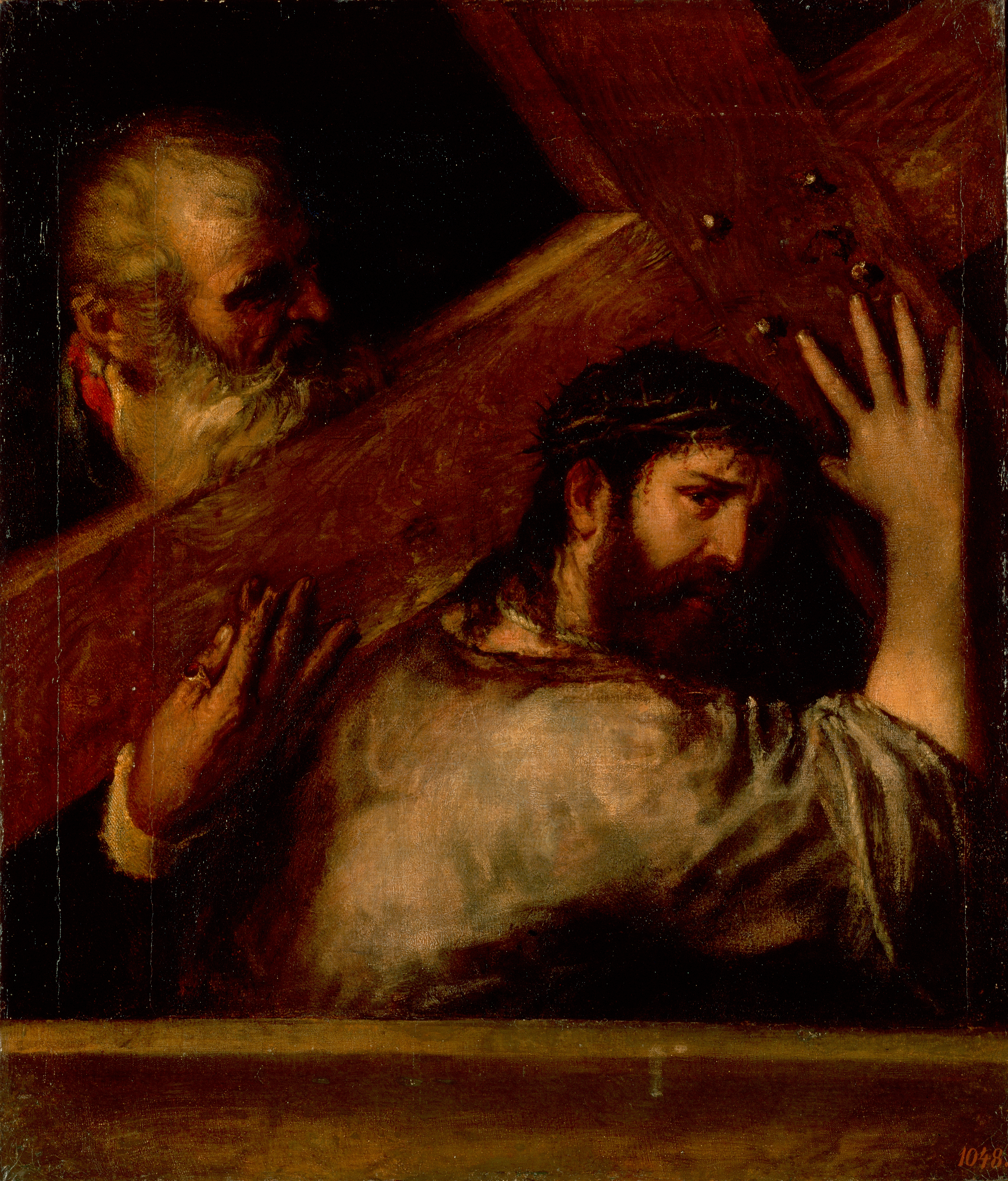
Несение креста. 1565. Холст, масло. Государственный Эрмитаж, Санкт-Петербург
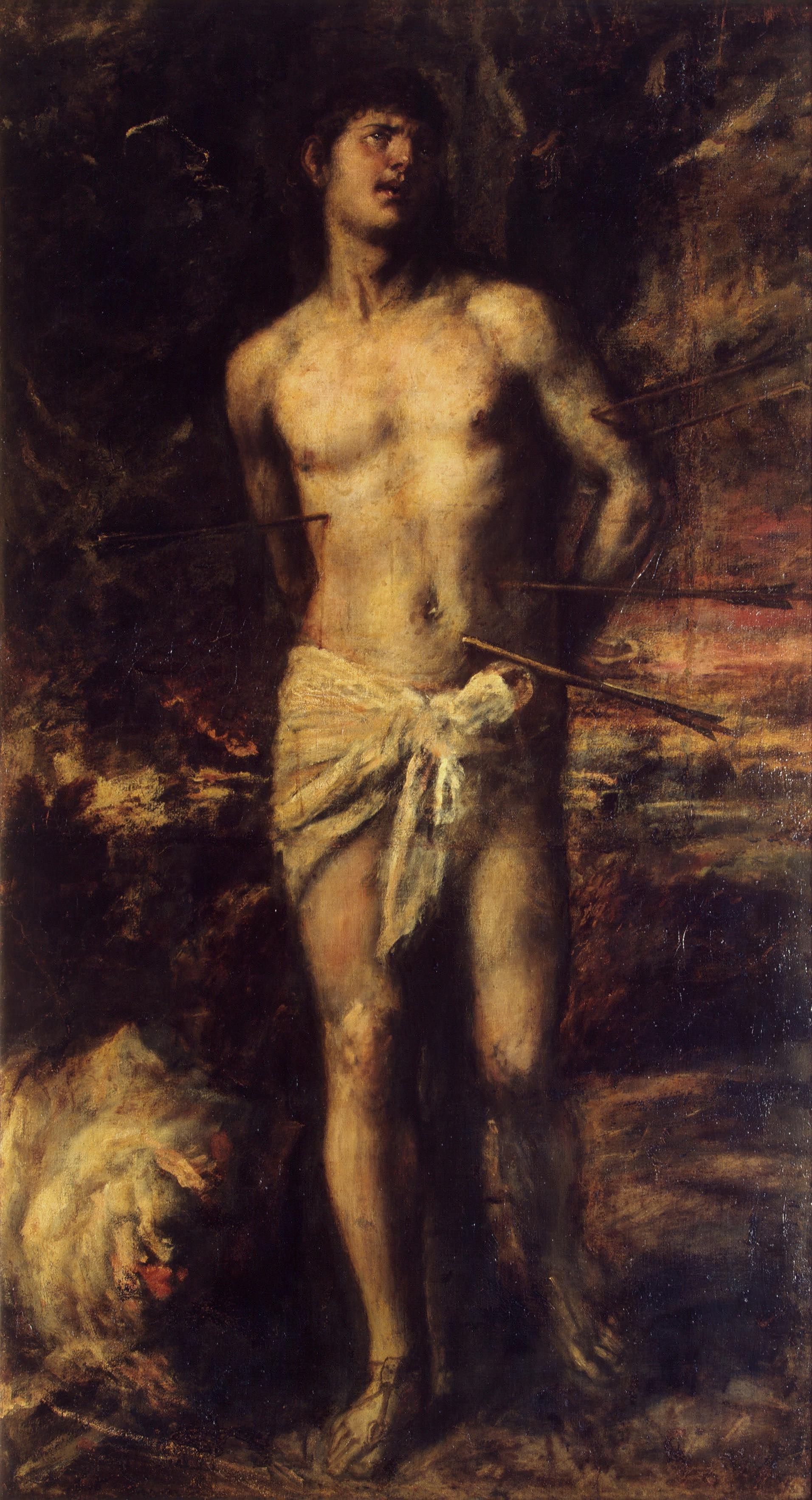
Святой Себастьян. 1570—1572. Холст, масло. Государственный Эрмитаж, Санкт-Петербург
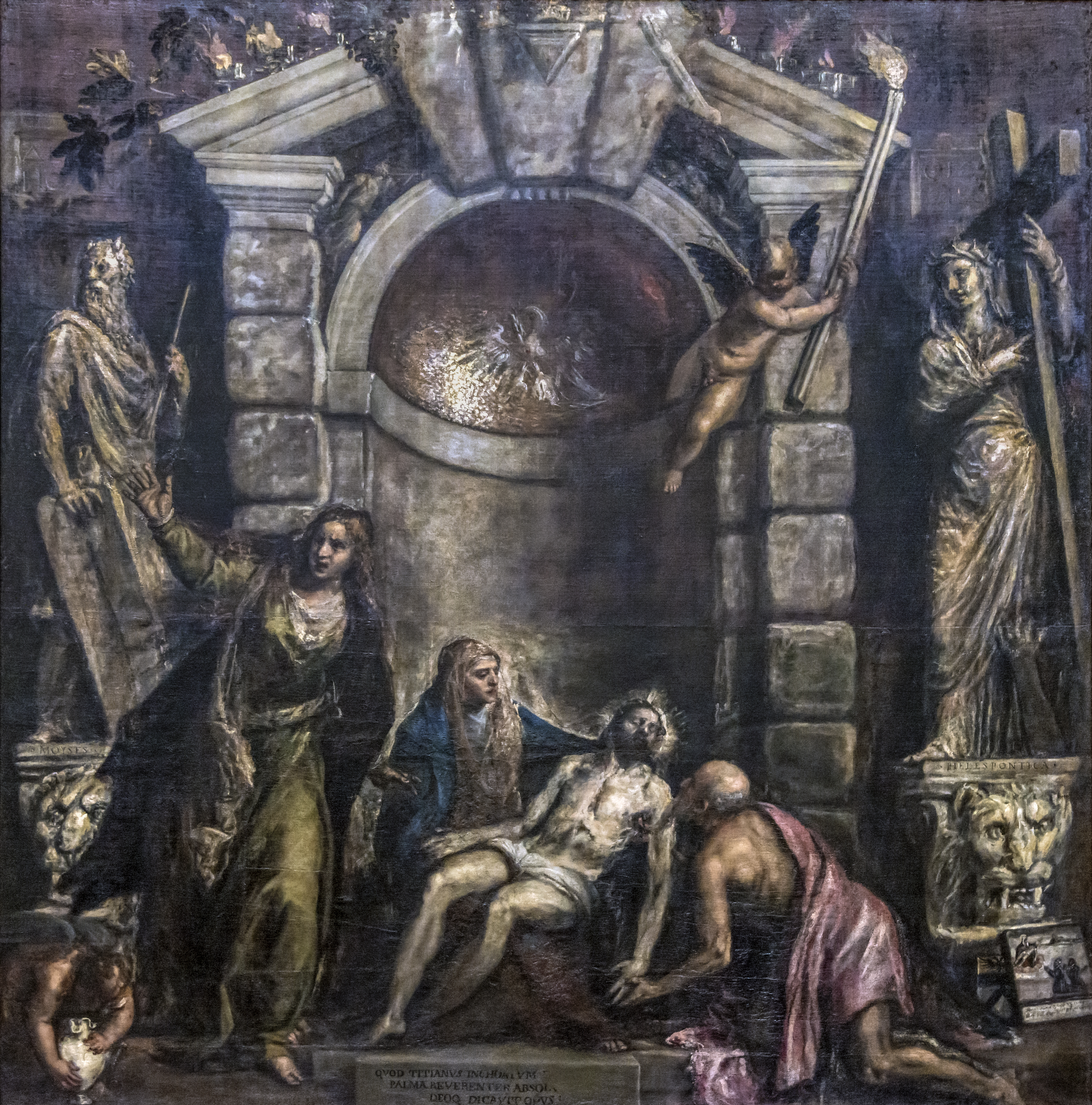
Пьета. 1575—1576. Холст, масло. Галерея Академии, Венеция
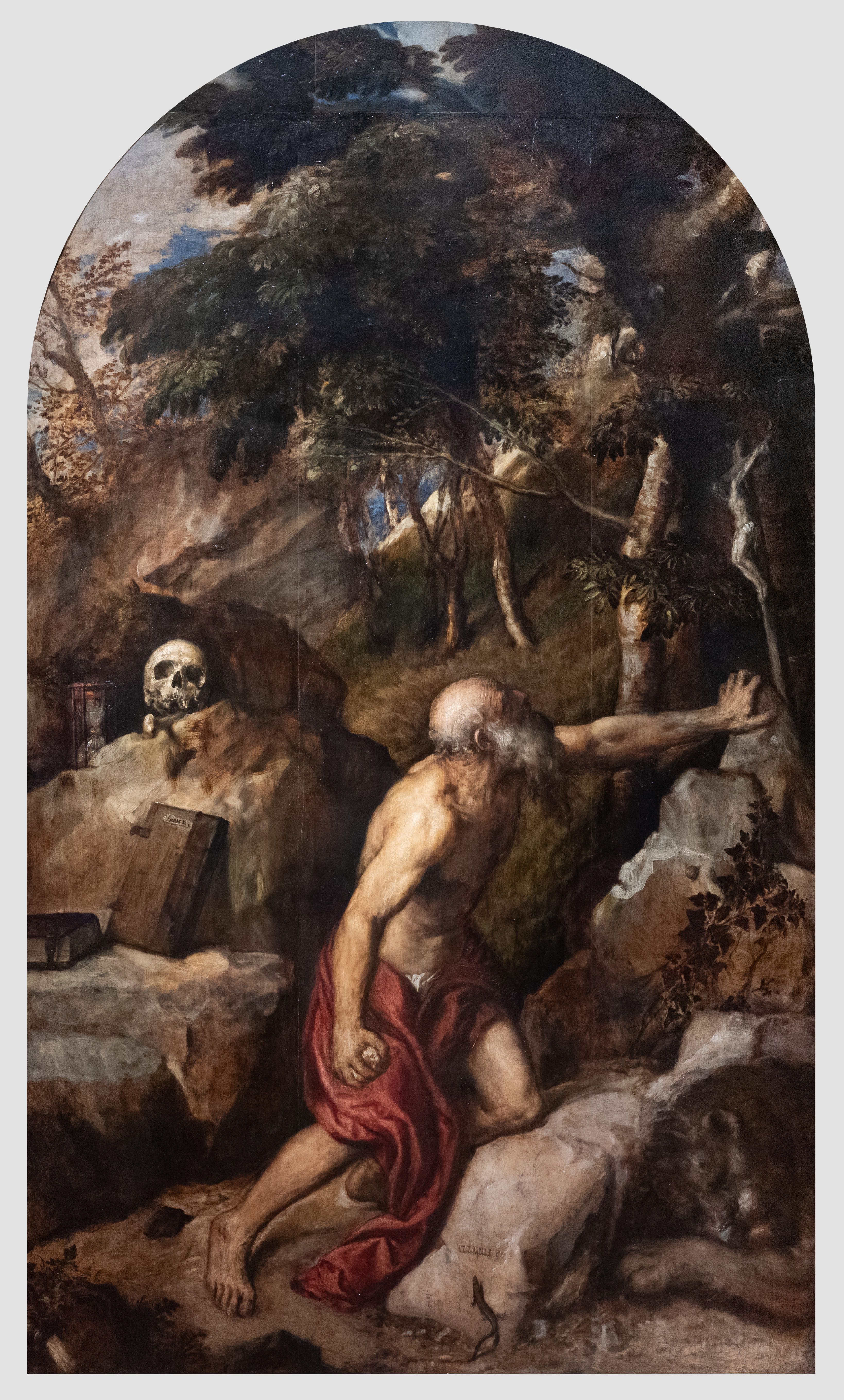
Святой Иероним, 1550—1555

«Пьета́» (итал. La Pietà — сострадание, милосердие, оплакивание) — последняя картина Тициана, написанная им в 1575—1576 годах, законченная после его смерти Якопо Пальмой Младшим. Картина была задумана по обету (лат. ex voto) ради прекращения эпидемии чумы, ставшей причиной смерти художника 27 августа 1576 года. Тициан был похоронен в специально отведенной капелле церкви Санта-Мария-Глорьоза-дей-Фрари на следующий день после смерти. Его нашли на полу мастерской мёртвым, с кистью в руке. Месяцем ранее умер его сын Орацио.
До этого трагического события художник намеревался разместить своё последнее произведение в капелле Распятия базилики Фрари с целью получить разрешение для последующего захоронения (в этой базилике он был крещён). В годы написания картины художнику было около восьмидесяти шести лет. В церкви Фрари уже находились два его шедевра: «Ассунта» и «Мадонна Пезаро».
Б. Р. Виппер писал об особенностях этой картины: «Будучи полностью завершённой, она вместе с тем как бы обнаруживает перед зрителем самый процесс создания картины, становления образа в ходе его творческого воплощения. В поздней живописи Тициана нет никаких элементов ни виртуозной игры кистью, ни произвола технического опыта… Краски позднего Тициана создают образы такой неоспоримой реальности, такого единства света и воздуха, такого органического слияния духовного и материального, какого до него не достигал ни один живописец».
«Пьета» отличается мрачной выразительной силой и трагическим настроением, необычными для венецианского искусства. Всё на первый взгляд здесь кажется странным: тёмные краски, «рыхлый» рисунок, множество бликов и чёрных контуров, отсутствие чёткости в моделировке фигур. «Формы появляются как призраки из окружающей тьмы, а масса уменьшается до мерцающего узора цвета и света». По оригинальной интерпретации Сиднея Дж. Фридбурга, это «не столько картина о христианской смерти и трагедии, сколько великолепное и страстное подтверждение как искусства, так и жизни. Истинный главный герой — Магдалина, сияющая зелёным светом на золотом фоне, которая выходит из картины в реальный мир, крича, осязаемая, величественная и одна с нами в этой жизни. Она изображает крик горя, но производит эффект провозглашения победы». Считается, что под видом старца Никодима Тициан изобразил самого себя.
На могильной плите капеллы в церкви Фрари высечены слова: «Здесь лежит великий Тициан Вечелли — соперник Зевсов и Апеллесов» (Qui Giace il Gran Tiziano de Vecelli Emulator de Zeusi e degli Apelli).
По картинам Тициана и по рисункам, сделанным специально самим мастером, работал голландский гравёр Корнелис Корт. Благодаря сотрудничеству двух мастеров произведения Тициана в гравюрах расходились по всей Европе. Их высоко ценили заказчики и друзья Тициана.

## Память
- В честь Тициана назван кратер[вд] на Меркурии.
- Гуго фон Гофмансталь написал пьесу «Смерть Тициана», где есть такие строки:

«Когда б не он, мы жили бы во мраке

И не познали б красоту земли».

### В художественной литературе
- Картина «Динарий кесаря» (ок. 1516. Дрезденская галерея, Германия) нашла экфрастическое выражение в главе «Великий инквизитор» романа Ф. М. Достоевского «Братья Карамазовы» (1879—1880)[29].

### В филателии

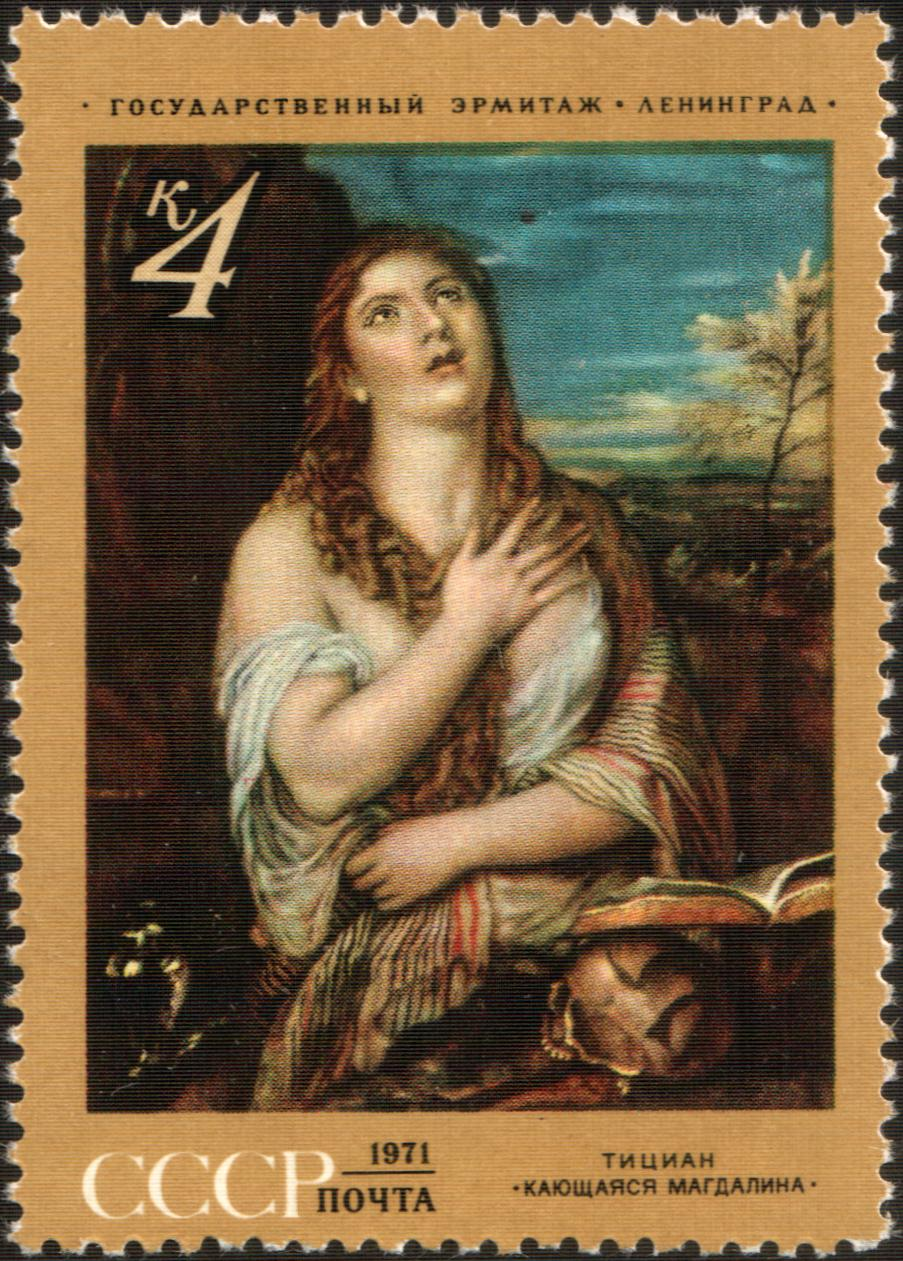
Картина Тициана «Кающаяся Магдалина», на почтовой марке СССР 1971 года.
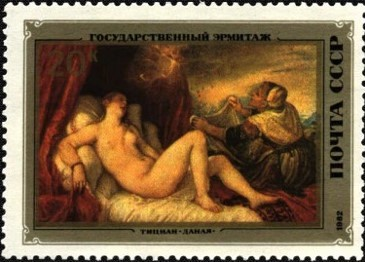
Картина Тициана «Даная», на почтовой марке СССР 1982 года.
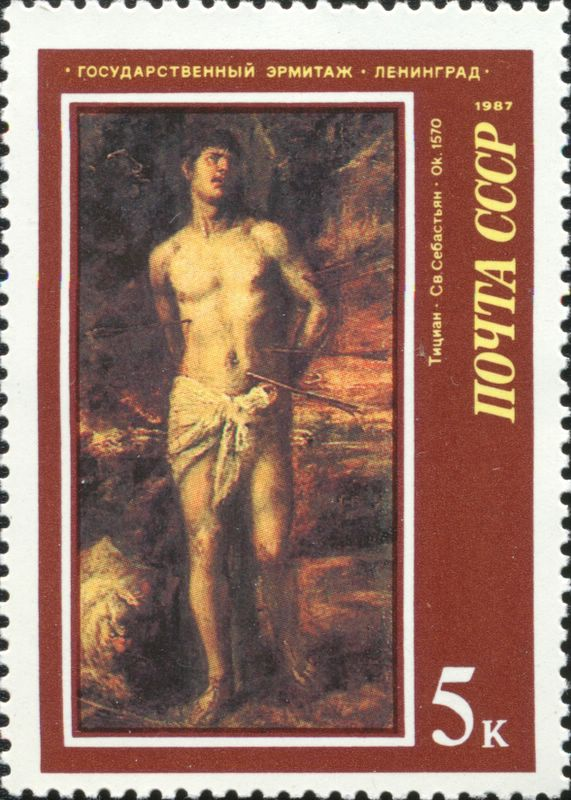
Картина Тициана «Св. Себастьян», на почтовой марке СССР 1987 года.
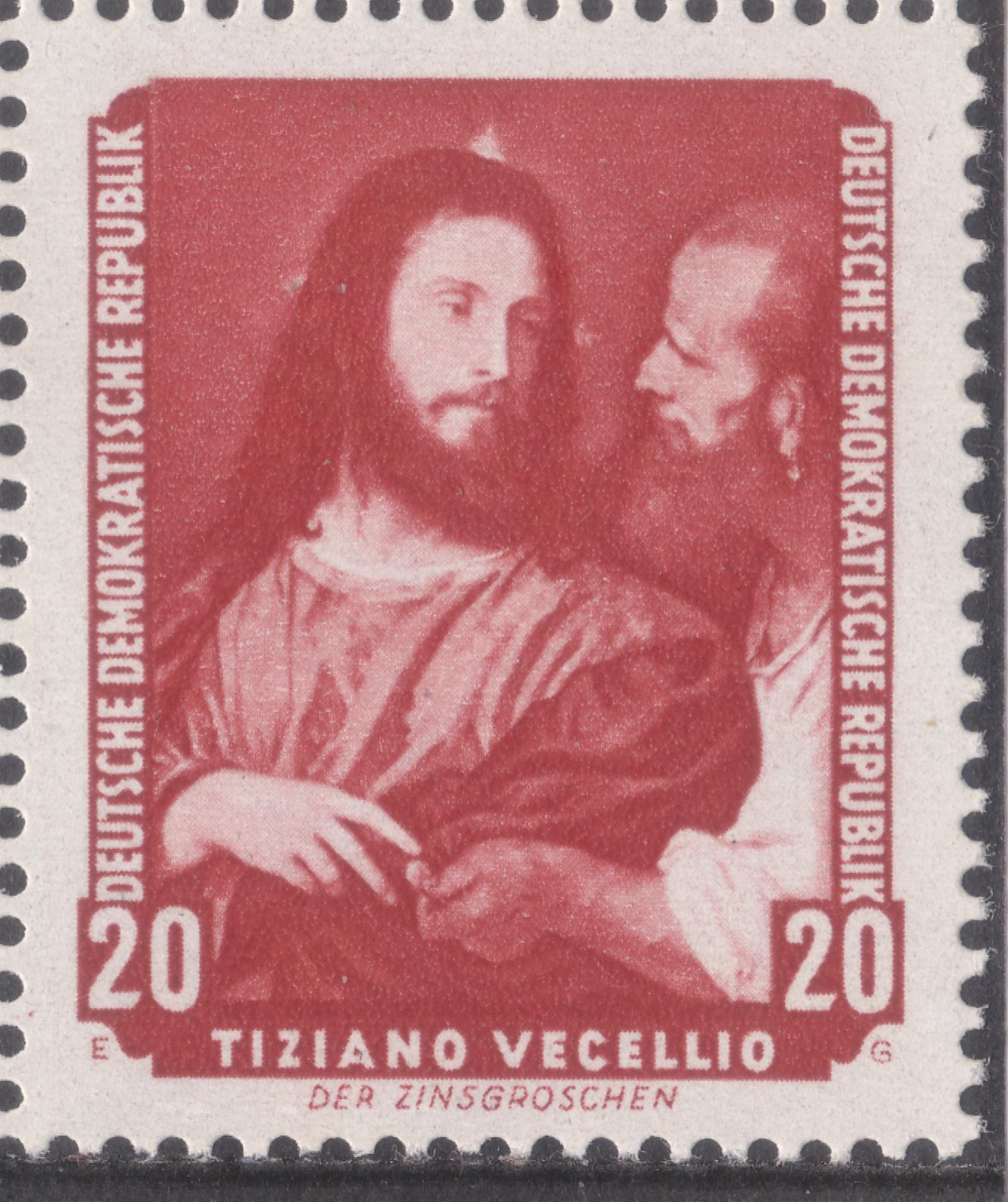
Картина Тициана «Динарий кесаря», на почтовой марке ГДР 1957 года.